# 長春有軌電車
長春有軌電車（簡体字中国語: 长春有轨电车）は中華人民共和国吉林省長春市にある路面電車である。長春軌道交通とは異なる事業者である。

## 概要
1940年に新京交通株式会社として設立され、翌1941年11月に最初の路線を開業させた。中華人民共和国成立後には長春公交集団電車公司に移管される。また、市内には長春軌道客車股份有限公司が設立され鉄道車両製造業が長春の有力産業の一つになる。現在は「54路」、「55路」の2路線からなる。

## 路線
- 54路：西安大路 - 農豊市場 - 緑園 - 皓月大路 - 景陽大路 - 電車公司 - 南陽路 - 創業大街 - 東風大街 - 迎春路 - 寬平大橋 - 寛平大路 - 長久路 - 湖西路 - 電影廠 - 工農大路
- 55路：長春西駅 - 站前街 - 丁三十三路 - 乙三路 - 西環城路 - 丙三十八路 - 老西環城路 - 洛陽街 - 和平大街 - 南陽路 - 創業大街 - 東風大街 - 迎春路 - 寛平大橋 - 寛平大路 - 長久路 - 湖西路 - 電影廠 - 工農大路

## 車両
- 900系